# Amor, com t'odio
Amor, com t'odio o Amor, com t'odie (títol original en anglès, The Hating Game) és una pel·lícula de comèdia romàntica estatunidenca del 2021 dirigida per Peter Hutchings. Està basada en la novel·la homònima de Sally Thorne i és protagonitzada per Lucy Hale i Austin Stowell en els papers principals. Es va estrenar als cinemes i en vídeo a la carta el 10 de desembre de 2021 per Vertical Entertainment. La pel·lícula va rebre crítiques generalment positives. S'ha doblat i subtitulat al català central amb el nom d'Amor, com t'odio, i també al valencià per a À Punt amb el títol d'Amor, com t'odie.